# Чемпионат Лесото по футболу
Премьер-лига Лесото (англ. Lesotho Premier League) — высший футбольный дивизион Лесото, в котором участвуют 14 команд. Проводится под эгидой Федерации футбола Лесото с 1970 года.

## Формат
В настоящее время в Премьер-лиге участвуют 14 клубов. Согласно формату соревнований, команды играют между собой дважды. Таким образом, каждая команда проводит в общей сложности 26 игр за сезон. Команда, набравшая наибольшее количество очков, выигрывает чемпионский титул, а худший клуб выбывает в Дивизион А. Наиболее титулованной командой первенства является «Матлама», выигрывавшая чемпионат 10 раз.
Премьер-лига Лесото имеет любительский статус.

## Спонсорство
С 2002 года Премьер-лига Лесото спонсировалась телекоммуникационной компанией «Econet Telecom Lesoto», однако в 2009 году соглашение было расторгнуто по инициативе Федерации футбола страны, а новым спонсором стала корпорация «Vodacom Lesoto», договор был заключён сроком на три года и обошёлся в 1 млн долларов.
В 2017 году Федерация футбола Лесото объявила о разрыве соглашения с «Vodacom Lesoto» и подписании нового трёхлетнего спонсорского контракта с «Econet Telecom Lesoto», в рамках которого чемпион лиги получит от компании денежный приз в размере 500 000 лоти, что на 150 % больше по сравнению с предыдущей премией, составлявшей 200 000 лоти.

## Список победителей
- 1970 — Масеру Бразерз[en]
- 1971 — Маджанджа[en]
- 1972 — ЛМПС[en]
- 1973 — Линаре[en]
- 1974 — Матлама
- 1975 — Масеру
- 1976 — Масеру Бразерз[en]
- 1977 — Матлама
- 1978 — Матлама
- 1979 — Линаре[en]
- 1980 — Линаре[en]
- 1981 — Масеру Бразерз[en]
- 1982 — Матлама
- 1983 — Лесото Дефенс Форс[en]
- 1984 — Лесото Дефенс Форс[en]
- 1985 — Лиоли[en]
- 1986 — Матлама
- 1987 — Лесото Дефенс Форс[en]
- 1988 — Матлама
- 1989 — Арсенал[en]
- 1990 — Лесото Дефенс Форс[en]
- 1991 — Арсенал[en]
- 1992 — Матлама
- 1993 — Арсенал[en]
- 1994 — Лесото Дефенс Форс[en]
- 1995 — Маджанджа[en]
- 1996 — Рома Роверз[en]
- 1997 — Лесото Дефенс Форс[en]
- 1998 — Лесото Дефенс Форс[en]
- 1999 — Лесото Дефенс Форс[en]
- 2000 — ЛКС[en]
- 2000/01 — Лесото Дефенс Форс[en]
- 2001/02 — ЛКС[en]
- 2002/03 — Матлама
- 2003/04 — Лесото Дефенс Форс[en]
- 2004/05 — Ликхопоу[en]
- 2005/06 — Ликхопоу[en]
- 2006/07[fr] — Ликхопоу[en]
- 2007/08[fr] — ЛКС[en]
- 2008/09[fr] — Лиоли[en]
- 2009/10[fr] — Матлама
- 2010/11[fr] — ЛКС[en]
- 2011/12[fr] — ЛКС[en]
- 2012/13[fr] — Лиоли[en]
- 2013/14[fr] — Банту[en]
- 2014/15[fr] — Лиоли[en]
- 2015/16[en] — Лиоли[en]
- 2016/17[en] — Банту[en]
- 2017/18[en] — Банту[en]
- 2018/19[en] — Матлама
- 2019/20[en] — Банту[en]
- 2020/22[fr] — Матлама
- 2022/23[fr] — Банту[en]
- 2023/24[fr] — Лиоли[en]
- 2024/25[en] — не известен[вд]